# Koyukon

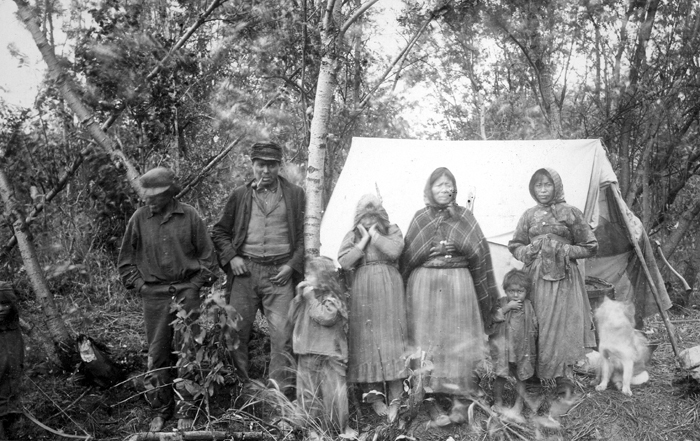
Koyukon vor ihrem Zelt (1898)

Die Koyukon sind eine Gruppe athapaskischer Menschen in Nordalaska. Ihre ursprüngliche Heimat ist entlang des Koyukuk River und Yukon River, wo sie sich seit Tausenden von Jahren durch Jagen und Fallenstellen ernährten. Viele Koyukon leben heutzutage auf ähnliche Weise.

## Geschichte
Die ersten Europäer, die das Koyukon-Territorium erreichten, waren Russen, die 1838 über den Yukon River nach Nulato kamen. Sie fanden Gegenstände wie Eisentöpfe, Glasperlen, Kleidungsstücke und Tabak vor, Gegenstände, welche die Koyukon durch den Handel mit Küsteninuit erhielten. Die ersten Weißen verbreiteten eine Pocken-Epidemie. In den nachfolgenden Jahren sollten europäische Krankheiten die Bevölkerung der Koyukon drastisch dezimieren. Die relative Isolation entlang des Koyukuk River dauerte bis 1898, als der Goldrausch mehr als tausend Weiße zum Fluss trieb. Viele von ihnen verließen das Gebiet im folgenden Winter wieder.